# 퀸스컵
퀸스컵(Queen's Cup)은 1970년부터 2010년까지 진행된 태국의 국제 축구대회이다. 이름은 태국의 시리낏 왕비를 기리기 위해서 명명되었다.
이 대회에는 대한민국 팀들도 많이 참여하였고, 최다 우승팀은 한양대학교이다.

## 역대 대회 챔피언
- 1970년 :  방콕은행 FC,  에어 포스 센트럴 FC
- 1971년 :  불록 푸테라
- 1972년 :  라프라차 FC
- 1973년 :  라비티 FC
- 1974년 :  에어 포스 센트럴 FC
- 1975년 : 취소됨
- 1976년 :  얀마 디젤
- 1977년 :  한양대학교,  포트 FC
- 1978년 :  포트 FC
- 1979년 :  포트 FC,  바이 축구단
- 1980년 :  포트 FC
- 1981년 :  라프라차 FC
- 1982년 :  에어 포스 센트럴 FC
- 1983년 :  방콕은행 FC
- 1984년 :  한양대학교
- 1985년 : 취소됨
- 1986년 :  상하이 대학
- 1987년 :  포트 FC
- 1988년 :  한양대학교
- 1989년 :  한양대학교
- 1990년 :  한양대학교
- 1991년 :  한양대학교
- 1992년 :  감바 오사카
- 1993년 :  포트 FC
- 1994년 :  태국 농민은행 FC
- 1995년 :  태국 농민은행 FC
- 1996년 :  태국 농민은행 FC
- 1997년 :  태국 농민은행 FC
- 1998년 : 취소됨
- 1999년 :  한양대학교
- 2000년 :  방콕은행 FC
- 2001년 : 취소됨
- 2002년 :  줌빠스리 유나이티드 FC
- 2003년 :  줌빠스리 유나이티드 FC
- 2004년 :  줌빠스리 유나이티드 FC
- 2005년 : 취소됨
- 2006년 :  시암 네이비 FC
- 2007년 : 취소됨
- 2008년 : 취소됨
- 2009년 :  안산 할렐루야
- 2010년 :  방콕 글라스 FC

## 같이 보기
- 구정컵
- 기린컵
- 네루컵 국제축구대회
- 머라이언컵 국제축구대회
- 메르데카 국제축구대회
- 인도네시아 독립컵
- 자카르타 기념 국제축구대회
- 코리아컵 국제축구대회
- 킹스컵
- IFA 실드